# Mark Crossley
Mark Crossley (Barnsley, 16 giugno 1969) è un allenatore di calcio ed ex calciatore gallese, di ruolo portiere.

## Carriera

### Club
È l'unico portiere in carriera ad aver parato un rigore a Matthew Le Tissier.

## Palmarès

### Club

#### Competizioni nazionali
- League Cup: 2

Nottingham Forest: 1989, 1990
- First Division: 1

Nottingham Forest: 1997-1998
- Football League Two: 1

Chesterfield: 2010-2011